# Pseudechis rossignolii
Espèce
Synonymes
- Pailsus rossignolii Hoser, 2000

Pseudechis rossignolii est une espèce de serpents de la famille des Elapidae.

## Répartition
Cette espèce est endémique de Nouvelle-Guinée. Elle se rencontre en Nouvelle-Guinée occidentale en Indonésie et en Papouasie-Nouvelle-Guinée.

## Étymologie
Cette espèce est nommée en l'honneur de Fred Rossignoli.

## Publication originale
- Hoser, 2000 : A New Species of Snake (Serpentes: Elapidae) from Irian Jaya. Litteratura Serpentium, vol. 20, n. 6, p. 178-186 (texte intégral).